# Phỏng vấn Ma cà rồng

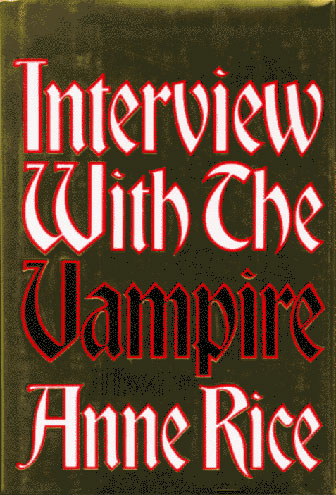
Bìa sách Phỏng vấn ma cà rồng của Anne Rice

Phỏng vấn Ma cà rồng (nguyên tác: Interview with the Vampire) là một cuốn tiểu thuyết về ma cà rồng được Anne Rice viết vào năm 1973 và xuất bản năm 1976. Đây là cuốn tiểu thuyết đầu tiên xây dựng thành công nhân vật ma cà rồng bí ẩn như Lestat. Bộ phim Interview with the Vampire: The Vampire Chronicles dựa vào bộ tiểu thuyết cùng tên của Anne Rice được đưa ra công chúng vào năm 1994, trong phim có nhiều ngôi sao điện ảnh tham dự như Brad Pitt, Kirsten Dunst, Antonio Banderas, Christian Slater và Tom Cruise.
Tính tới thời điểm bây giờ, bộ tiểu thuyết này đã bán được 8 triệu bản trên toàn thế giới.

## Tóm tắt nội dung
Một con ma cà rồng tên là Louis kể lại toàn bộ cuộc đời dài 200 năm của mình cho phóng viên Daniel Molloy.
Vào năm 1791, Louis là chủ của một đồn điền chàm lớn sống ở miền Nam New Orleans, Louisiana. Quẫn trí bởi cái chết của người vợ và đứa con mới chào đời, anh chỉ muốn tìm mọi cách để chết. Một con ma cà rồng tên là Lestat đã tiếp cận anh vì hắn ta muốn cái trang trại đồn điền của Louis. Lestat đã biến Louis thành ma cà rồng (mặc dù ban đầu Louis chỉ cầu xin được chết) và từ đó hai người trở thành hai người bạn đồng hành bất tử. Lestat thường hút máu những nô lệ ở đồn điền trong khi Louis, không thể chấp nhận việc vô đạo đức là giết người để tồn tại, nên anh chỉ hút máu của động vật.
Louis và Lestat bị cưỡng bách phải rời đi khi những người nô lệ của Louis nổi dậy chống lại chủ mình vì họ lo sợ và ghê tởm khi biết chủ mình là ma cà rồng. Louis đã tự tay đốt bỏ đồn điền của mình, anh ta và Lestat đã giết sạch hết tất cả những người nô lệ đó để ngăn chặn các lời đồn rằng có ma cà rồng sống ở Louisiana. Dần dần, Louis chịu khuất phục dưới sự ảnh hưởng của Lestat, anh bắt đầu đi hút máu người và quen dần với bản năng của con ma cà rồng trong mình.
Sau khi hai người trốn khỏi New Orleans, một đêm Louis hút máu một cô bé đau khổ đang ngồi bên xác mẹ mình. Louis bắt đầu nghĩ cách rời khỏi Lestat và đi con đường của riêng mình. Lo sợ điều đó, Lestat đã biến cô bé thành ma cà rồng, hắn ta gọi cô bé là "con gái" của hai người, khiến Louis không thể rời đi bỏ mặc cô bé lại được nữa. Cô bé được đặt tên là "Claudia".
Ban đầu, Louis kinh hoàng khi thấy Lestat biến một đứa trẻ trở thành ma cà rồng, nhưng ngay sau đó anh chăm sóc cho Claudia với tất cả tấm lòng yêu thương và sự dịu dàng. Claudia học cách giết người và hút máu một cách nhanh chóng, nhưng khi nhận ra mình không thể lớn lên và trưởng thành cô đã rất căm ghét Lestat, mặc dù tâm hồn cô bé vẫn dần trưởng thành theo năm tháng và trở thành một người phụ nữ khôn ngoan, quyết đoán nhưng thân thể cô vẫn chỉ là một cô bé 6 tuổi. Sau 60 chung sống, Claudia ngấm ngầm sắp đặt âm mưu đầu độc Lestat và cắt cổ hắn. Sau đó Claudia và Louis ném xác hắn vào bãi đầm lầy gần đó. Khi nhận ra rằng chỉ có hai người là ma cà rồng duy nhất tồn tại ở Mĩ, Claudia muốn được đi du lịch ở châu Âu với Louis để kiếm tìm "Thế giới cổ" của ma cà rồng.
Trong khi Louis và Claudia đang chuẩn bị cho chuyến bay tới châu Âu thì Lestat xuất hiện, hắn ta đã sống sót và bình phục sau vụ tấn công của Claudia. Hắn tấn công lại họ để trả đũa, Louis liền phóng hỏa căn nhà và tẩu thoát với Claudia, bỏ mặc lại một Lestat điên cuồng đang bị ngọn lửa thiêu đốt.
Sau khi tới châu Âu, Louis và Claudia tìm kiếm những con ma cà rồng giống như họ. Đầu tiên họ đi khắp toàn bộ vùng Tây Âu và có gặp một số con ma cà rồng, nhưng bọn này xem ra chỉ là những cái xác biết di động, ngu ngốc và vô hồn. Chỉ khi hai người tới Paris - Pháp, họ mới gặp những con ma cà rồng thực thụ giống như họ, đặc biệt là ma cà rồng Armand 400 năm tuổi và tổ chức ma cà rồng của ông ta, tổ chức Théâtre des Vampires, nơi bọn chúng diễn những vở kịch kinh dị cho con người. Trên đường rời nhà hát, Santiago đọc suy nghĩ của Louis và cho rằng anh và Claudia đã giết Lestat. Sau đó, hắn bảo Louis gửi Claudia đi, vì mục đích an toàn, anh suy tính sẽ ở lại cùng Armand, tìm ra ý nghĩa của việc trở thành ma cà rồng. Sau khi trở về nhà, Claudia yêu cầu Louis biến Magdelene, trong vai trò là mẹ của cô, thành ma cà rồng để làm bạn đồng hành. Louis ban đầu còn lưỡng lự nhưng cuối cùng cũng đồng ý. Ngay sau đó, đám ma cà rồng ở nhà hát xông vào và bắt cả ba người vì tội giết đồng loại, Lestat. Chúng nhốt Louis nhốt vào hòm kim loại và chôn vùi; Magdelene cùng Claudia bị đưa vào một phòng, để ánh nắng chiếu vào, kết cục bị thiêu rụi thành tro. Ngày hôm sau, Armand giải thoát cho Louis, nhưng lại chẳng làm gì để cứu 2 mẹ con Claudia. Tức giận và đau khổ, tối hôm sau, Louis châm lửa đốt cháy nhà hát và bè lũ ma cà rồng của Armand để trả thù. Khi bước ra ngoài, vừa lúc mặt trời lên, Louis suýt đã bị thiêu, nhưng sau đó may mắn được Armand cứu thoát, và một lần nữa, hắn mời Louis ở lại bên mình. Louis từ chối và rời đi.
Nhiều thập kỉ trôi qua, Louis đơn độc khám phá thế giới với nỗi phiền muôn luôn day dứt trong lòng. Cuối cùng, anh trở về New Orleans. Anh ghé thăm Lestat, hiện đang sống ẩn dật tại một dinh thự bỏ hoang, tồn tại nhờ hút máu chuột. Lestat ngỏ lời cùng Louis sống như lúc trước. Louis không nhận và bỏ đi. Molloy, người phỏng vấn Louis, xin anh biến mình thành ma cà rồng. Louis tức giận vì Molloy không chịu hiểu sự đau khổ mình từng chịu rồi cảnh cáo cậu một cách bạo lực. Sau đó, Molloy chạy đến chỗ xe của mình và lái đi. Trên Cầu Cổng Vàng, Lestat bất ngờ xuất hiện và hút máu Molloy, giành lấy điều khiển xe. Hồi sinh nhờ máu của Molloy, Lestat cho Molloy cơ hội lựa chọn, cái mà anh chưa từng có bao giờ - "trở thành ma cà cà rồng hoặc không".